# België op het Eurovisiesongfestival 2006
België nam deel aan het Eurovisiesongfestival 2006 in Athene, Griekenland. Het was de 48ste deelname van het land op het Eurovisiesongfestival. De selectie verliep via Eurosong. De VRT was verantwoordelijk voor de Belgische bijdrage voor de editie van 2006.

## Selectieprocedure
De competitie bestond uit vier voorrondes, twee halve finales en de finale. Gedurende de eerste twee rondes werden de punten verdeeld door een vakjury (Yasmine, Johnny Logan, Marcel Vanthilt en André Vermeulen), de Radio 2-jury, de Radio Donnajury, de persjury en de televoters.
Star Academywinnares Katerine won de eerste voorronde, Barbara Dex de tweede, Kate Ryan de derde en Belle Pérez de vierde. Voor het eerst werd er met halve finales gewerkt, waardoor de derde plaats in de voorronde zich ook plaatste voor de volgende ronde. Na afloop van de vier kwartfinales werden er nog twee wildcards uitgedeeld voor de halve finales. De eerste halve finale werd gewonnen door Kate Ryan, de tweede door La Sakhra. Zij werd in haar voorronde slechts derde. Ook na de halve finales werd er één wildcard uitgereikt. In de finale waren er drie bijkomende international jury’s: de Duitse, Israëlische en Poolse. Elke internationale jury bestond uit acht leden, vier willekeurige kijkers en vier muziekexperten. Zij keken naar de show vanuit hun thuisland. De verhouding van stemmen tussen de jury’s was 40% voor de nationale jury’s, 30% voor de internationale jury’s en 30% voor de televoters. De beslissing van de VRT om deze drie landen te kiezen om het Europese publiek te vertegenwoordigen werd gebaseerd op een studie in statistieken op de landen die de punten gaven die het dichtst bij het uiteindelijke resultaat lagen uit de laatste paar songfestivals.
De finale werd gewonnen door Kate Ryan. De jury's uit Duitsland en Israël bedeelden Kate met het maximum, terwijl Polen haar de tweede plaats gaf. De Eénkijker ten slotte stemde ook voor Kate.

## Eurosong '06

### Kwartfinales

#### Eerste kwartfinale
8 januari 2006
| Plaats | Artiest          | Lied                  | Vakjury | Radio 2 | Donna | Pers | Televote | Totaal |
| ------ | ---------------- | --------------------- | ------- | ------- | ----- | ---- | -------- | ------ |
| 1      | Katerine         | Watch me move         | 9       | 9       | 7     | 9    | 18       | 52     |
| 2      | Brahim           | P.O.W.E.R.            | 7       | 7       | 9     | 7    | 14       | 44     |
| 3      | Jeason           | Dame amor, dame vida  | 5       | 3       | 4     | 2    | 10       | 24     |
| 4      | Sonny O'Brien    | I'll be there for you | 4       | 5       | 5     | 5    | 4        | 23     |
| 5      | Zenna            | Someone is calling    | 2       | 4       | 2     | 4    | 6        | 18     |
| 6      | Fantoom          | Hier sta ik           | 1       | 2       | 3     | 1    | 8        | 15     |
| 7      | Vanessa Chinitor | Beyond you            | 3       | 1       | 1     | 3    | 2        | 10     |

#### Tweede kwartfinale
15 januari 2006
| Plaats | Artiest         | Lied                             | Vakjury | Radio 2 | Donna | Pers | Televote | Totaal |
| ------ | --------------- | -------------------------------- | ------- | ------- | ----- | ---- | -------- | ------ |
| 1      | Barbara Dex     | Crazy                            | 5       | 9       | 7     | 5    | 18       | 44     |
| 2      | Roxane          | Push it                          | 9       | 7       | 2     | 7    | 14       | 39     |
| 3      | Afi             | Not that beautiful               | 7       | 5       | 9     | 9    | 6        | 36     |
| 4      | Els de Schepper | Als ik je morgen ergens tegenkom | 4       | 4       | 4     | 3    | 10       | 25     |
| 5      | Tommy           | The best time of my life         | 3       | 3       | 3     | 2    | 8        | 19     |
| 6      | Casa Creola     | Easy esta noche                  | 2       | 2       | 5     | 4    | 4        | 17     |
| 7      | Beatoxic        | Feel like                        | 1       | 1       | 1     | 1    | 2        | 6      |

#### Derde kwartfinale
22 januari 2006
| Plaats | Artiest        | Lied                    | Vakjury | Radio 2 | Donna | Pers | Televote | Totaal |
| ------ | -------------- | ----------------------- | ------- | ------- | ----- | ---- | -------- | ------ |
| 1      | Kate Ryan      | Je t'adore              | 7       | 9       | 9     | 9    | 10       | 44     |
| 2      | Peter Evrard   | Coward                  | 3       | 7       | 7     | 7    | 18       | 42     |
| 3      | Kaye Styles    | Profile                 | 9       | 5       | 5     | 4    | 14       | 37     |
| 4      | Laura D        | History turning round   | 5       | 4       | 4     | 5    | 6        | 24     |
| 5      | Pim            | I'm your man            | 2       | 1       | 2     | 2    | 8        | 15     |
| 6      | Valérie Mouton | I can't go on like this | 4       | 2       | 1     | 3    | 4        | 14     |
| 7      | Axel Devries   | Alleen jij              | 1       | 3       | 3     | 1    | 2        | 10     |

#### Vierde kwartfinale
29 januari 2006
| Plaats | Artiest       | Lied                         | Vakjury | Radio 2 | Donna | Pers | Televote | Totaal |
| ------ | ------------- | ---------------------------- | ------- | ------- | ----- | ---- | -------- | ------ |
| 1      | Belle Pérez   | El mundo bailando            | 9       | 9       | 9     | 7    | 18       | 52     |
| 2      | La Sakhra     | Wonderland                   | 5       | 7       | 7     | 9    | 10       | 38     |
| 3      | Eve Kempbell  | Not right                    | 7       | 5       | 5     | 5    | 14       | 36     |
| 4      | WOEST         | Gek                          | 4       | 2       | 4     | 4    | 8        | 22     |
| 5      | Triskèl       | I'll be there for you        | 3       | 1       | 3     | 1    | 6        | 14     |
| 6      | Ali vs. Laura | I belong to you belong to me | 1       | 3       | 2     | 2    | 4        | 12     |
| 7      | Kaden         | In your heaven               | 2       | 4       | 1     | 3    | 2        | 12     |

### Halve finales

#### Eerste halve finale
5 februari 2006
| Plaats | Artiest         | Lied                             | Vakjury | Radio 2 | Donna | Pers | Televote | Totaal |
| ------ | --------------- | -------------------------------- | ------- | ------- | ----- | ---- | -------- | ------ |
| 1      | Kate Ryan       | Je t'adore                       | 7       | 9       | 9     | 9    | 18       | 52     |
| 2      | Kaye Styles     | Profile                          | 9       | 7       | 7     | 7    | 14       | 44     |
| 3      | Els de Schepper | Als ik je morgen ergens tegenkom | 4       | 5       | 4     | 4    | 10       | 27     |
| 4      | Eve Kempbell    | Rot right                        | 5       | 3       | 3     | 2    | 8        | 21     |
| 5      | Afi             | Not that beautiful               | 2       | 4       | 5     | 5    | 2        | 18     |
| 6      | Katerine        | Watch me move                    | 3       | 1       | 2     | 3    | 6        | 15     |
| 7      | Jeason          | Dame amor, dame vida             | 1       | 2       | 1     | 1    | 4        | 9      |

#### Tweede halve finale
12 februari 2006
| Plaats | Artiest       | Lied                  | Vakjury | Radio 2 | Donna | Pers | Televote | Totaal |
| ------ | ------------- | --------------------- | ------- | ------- | ----- | ---- | -------- | ------ |
| 1      | La Sakhra     | Wonderland            | 9       | 9       | 9     | 9    | 8        | 44     |
| 2      | Barbara Dex   | Crazy                 | 4       | 3       | 7     | 5    | 18       | 37     |
| 3      | Belle Pérez   | El mundo bailando     | 5       | 7       | 5     | 3    | 14       | 34     |
| 4      | Brahim        | P.O.W.E.R.            | 7       | 4       | 4     | 7    | 10       | 32     |
| 5      | Peter Evrard  | Coward                | 3       | 5       | 3     | 4    | 6        | 21     |
| 6      | Sonny O'Brien | I'll be there for you | 2       | 2       | 2     | 1    | 4        | 11     |
| 7      | Roxane        | Push it               | 1       | 1       | 1     | 2    | 2        | 7      |

### Finale
19 februari 2006
| Plaats | Artiest         | Lied                             | Vakjury | Radio 2 | Donna | Pers | Duitsland | Israël | Polen | Televote | Totaal |
| ------ | --------------- | -------------------------------- | ------- | ------- | ----- | ---- | --------- | ------ | ----- | -------- | ------ |
| 1      | Kate Ryan       | Je t'adore                       | 5       | 7       | 5     | 7    | 9         | 9      | 7     | 27       | 76     |
| 2      | La Sakhra       | Wonderland                       | 7       | 4       | 7     | 9    | 7         | 5      | 2     | 21       | 62     |
| 3      | Belle Pérez     | El mundo bailando                | 2       | 9       | 9     | 5    | 4         | 7      | 9     | 12       | 57     |
| 4      | Brahim          | P.O.W.E.R.                       | 9       | 1       | 4     | 3    | 3         | 2      | 1     | 15       | 38     |
| 5      | Barbara Dex     | Crazy                            | 3       | 5       | 2     | 1    | 5         | 3      | 5     | 9        | 33     |
| 6      | Kaye Styles     | Profile                          | 4       | 3       | 3     | 2    | 1         | 1      | 4     | 6        | 24     |
| 7      | Els de Schepper | Als ik je morgen ergens tegenkom | 1       | 2       | 1     | 4    | 2         | 4      | 3     | 3        | 20     |

## In Athene
Nog voor de start van het Eurovisiesongfestival werd België tot topfavoriet voor de overwinning gebombardeerd. Minister van Cultuur Bert Anciaux subsidieerde een Europese campagne om het lied aan het publiek voor te stellen. In Athene moest België eerst aantreden in de halve finale. Kate Ryan trad op als zevende van de 23 deelnemers. Bij het openen van de enveloppes bleek dat België zich niet had geplaatst voor de finale. Dit zorgde voor grote verontwaardiging, zowel in België als in de buitenlandse media. Na afloop van het festival zou blijken dat België op een twaalfde plaats was gestrand, op zeven punten van de kwalificatie.

### Gekregen punten

#### Halve finale
| 12 punten                     | 10 punten         | 8 punten                                     | 7 punten                       | 6 punten |
| ----------------------------- | ----------------- | -------------------------------------------- | ------------------------------ | -------- |
|                               |                   |                                              | - Andorra - Malta - Nederland  | - Monaco |
| 5 punten                      | 4 punten          | 3 punten                                     | 2 punten                       | 1 punt   |
| - Ierland - Slovenië - Zweden | - IJsland - Polen | - Denemarken - Estland - Finland - Frankrijk | - Litouwen - Portugal - Spanje | - Cyprus |

### Punten gegeven door België

#### Halve finale
Punten gegeven in de halve finale:
| 12 punten | Armenië               |
| 10 punten | Finland               |
| 8 punten  | Turkije               |
| 7 punten  | Litouwen              |
| 6 punten  | Bosnië en Herzegovina |
| 5 punten  | Zweden                |
| 4 punten  | Nederland             |
| 3 punten  | Ierland               |
| 2 punten  | Rusland               |
| 1 punt    | Polen                 |

#### Finale
Punten gegeven in de finale:
| 12 punten | Armenië               |
| 10 punten | Griekenland           |
| 8 punten  | Finland               |
| 7 punten  | Turkije               |
| 6 punten  | Bosnië en Herzegovina |
| 5 punten  | Zweden                |
| 4 punten  | Litouwen              |
| 3 punten  | Rusland               |
| 2 punten  | Roemenië              |
| 1 punt    | Duitsland             |

1956 · 1957 · 1958 · 1959 · 1960 · 1961 · 1962 · 1963 · 1964 · 1965 · 1966 · 1967 · 1968 · 1969 · 1970 · 1971 · 1972 · 1973 · 1974· 1975 · 1976 · 1977 · 1978 · 1979 · 1980 · 1981 · 1982 · 1983 · 1984 · 1985 · 1986 · 1987 · 1988 · 1989 · 1990 · 1991 · 1992 · 1993 · 1994 · 1995 · 1996 · 1997 · 1998 · 1999 · 2000 · 2001 · 2002 · 2003 · 2004 · 2005 · 2006 · 2007 · 2008 · 2009 · 2010 · 2011 · 2012 · 2013 · 2014 · 2015 · 2016 · 2017 · 2018 · 2019 · 2020 · 2021 · 2022 · 2023 · 2024 · 2025